# Pandolf Malatesta de San Mauro
Pandolf Malatesta de San Mauro fou fill de Joan Malatesta de Chiazzo, i fou consenyor de San Mauro, Monleone, Calbana, Calbanella, Ginestreto, Secchiano i Castiglione. Mort després en 1398.